# Fijomi
Ekipa Fijomi, (Fijomi formula racing team), je nekdanje jugoslovansko in sedanje slovensko moštvo, s sedežem v Mariboru in v Münchnu, ki se je udeležavalo tekem državnega jugoslovanskega prvenstva v kategoriji Formula Super VW 1600 cm3 v evropskem razredu ter v kategoriji BMW-turni avtomobili 1600 cm3, skupine II, v Nemčiji. Moštvo sta leta 1971 ustanovila brata Jože in Miro Finžgar, ki sta nekaj časa s svojimi bolidi tekmovala za Avto moto društvo Orehova vas, INA Rijeka in AMSD Beograd. 
Leta 1980 je Miro na uradnem treningu 6. tekme avtomobilističnega prvenstva na krožnih stezah "Oslobođenje Slavonske Požege 80", na avtodromu Glavica, v konkurenci formule "Super VW" s formulo "Fijomi", za AMD Orehova vas,  postavil novi rekord steze ter izboljšal državni jugoslovanski rekord, z navišjo povprečno hitrostjo kroga 193,720 km/h. Naslednji dan je Miro osvojil prvo mesto tudi na tekmi, kjer je v 10. krogih, od predvidenih 14., prehitel vse nasprotnike za en krog, tekma je zaradi dežja predčasno prekinjena v 11. krogu.
Zadnja tekma Prvenstva Jugoslavije na krožnih stezah leta 1980, je potekala na mariborskem letališču, v organizaciji AMD Orehova vas. V konkurenci formula " super VW" je Miro dosegel rekord steze, z najvišjo povprečno hitrostjo enega kroga 152,585 km/h. V skupnem plasmaju na "Šampionatu Jugoslavije" za leto1980, v klasi "Formula super VW"  je Miroslav Finžgar, za AMD Orehova vas, dosegel 3. mesto, bronasto medaljo, s skupnim seštevkom 37 točk.
Leta 1982 je Jože tekmoval za AMSD Beograd ter zmagal na 2. dirki državnega prvenstva v formuli "super VW" na Grobniku, v 14. krogih, 58,5 km, je z vozilom Fijomi dosegel povprečno hitrost 148,604 km/h. Na 3. dirki državnega prvenstva v formuli "super VW" leta 1982, na "Avtodromu Rijeka", na Grobničkem polju, je Miro tekmoval za AMSD Beograd ter postavil novi hitrostni rekord proge s časom 1:35,200 s povprečno hitrostjo 157,642 km/h, s čimer se je vpisal v "Zlato knjigo" Avtodroma Rijeka. 
Leta 1982, na zadnji dirki v sezoni na Grobniku je Miro Finžgar zasedel prvo mesto, v končni skupni uvrstitvi v sezoni 1982 pa drugo s 30 točkami, osvojil je srebrno medaljo in postal vice-prvak Jugoslavije.
Leta 1983, sta brata Jože in Miroslav Finžgar nastopala za AMD INA iz Reke, kjer se je na 1. hitrostni dirki prvenstva Jugoslavije na krožnih progah v formuli super VW najbolje odrezal Miro, ki je zmagal pred svojim bratom Jožetom. Na 2. dirki pa je zmagal Jože Finžgar.    